# Schaffnadel
Die Schaffnadel oder Minderungsnadel ist eine Nadel der Strumpfwirker. Der Begriff leitet sich vom schwäbischen Schaffen für Arbeit ab. Sie wurde Anfang des 18. Jahrhunderts erfunden.
Die Nadel wurde zur Wirkerei der Beinform bei Strümpfen nach dem Fußteil genommen. Je nach Größe und Feinheit konnten es mehr als 25 Nadeln sein, die man maschenweise in den Strumpfwirkerstuhl steckte. Die Schaffnadel war einer Nähnadel ähnlich mit kleinem Holzgriff am Nadelöhrende und einer leicht gebogenen Nadelspitze. Mit der Nadelzange richtete man verbogene Schaffnadeln.